# Behrensia
Behrensia is een geslacht van vlinders van de familie uilen (Noctuidae), uit de onderfamilie Cuculliinae.

## Soorten
- B. bicolor McDunnough, 1941
- B. conchiformis Grote, 1875
- B. praeandina Köhler, 1961